# Melpattampakkam
Melpattampakkam é uma panchayat (vila) no distrito de Cuddalore, no estado indiano de Tamil Nadu.

Ahle hadees mosque melpattampakkam

## Demografia
Segundo o censo de 2001,  Melpattampakkam  tinha uma população de 6593 habitantes. Os indivíduos do sexo masculino constituem 46% da população e os do sexo feminino 54%. Melpattampakkam tem uma taxa de literacia de 71%, superior à média nacional de 59.5%: a literacia no sexo masculino é de 75% e no sexo feminino é de 67%. Em Melpattampakkam, 10% da população está abaixo dos 6 anos de idade.